# Cosaș de stepă
Cosașul de stepă (Saga pedo) este o specie de insectă din familia Tettigoniidae. Este întâlnită în Armenia, Austria, Azerbaidjan, Bulgaria, China, Cehia, Elveția, Franța, Georgia, Germania, Italia, Kazahstan, Kîrgîzstan, Muntenegru, România, Rusia, Serbia, Slovacia, Spania, Tadjikistan, Turkmenistan, Ucraina, Ungaria și Uzbekistan. Este o ortopteră cu un stil de viață diferit de cel al majorității reprezentanților ordinului, prin faptul că este carnivoră, mâncând în special insecte mai mici decât aceasta. 